# Negaraku
Negaraku, hay Negara Ku, là quốc ca của Malaysia.

## Lời bài hát
| Rumi | Jawi | Tiếng Việt |
| --- | --- | --- |
| Negaraku Tanah tumpahnya darahku Rakyat hidup bersatu dan maju Rahmat bahagia Tuhan kurniakan Raja kita selamat bertakhta! Rahmat bahagia Tuhan kurniakan Raja kita selamat bertakhta! | نڬاراكو تانه تومڤهڽ دارهكو رعيت هيدوڤ برساتو دان ماجو رحمة بهاڬيا توهن كورنياكن راج كيت !سلامت برتختا رحمة بهاڬيا توهن كورنياكن راج كيت !سلامت برتختا | Ôi, tổ quốc tôi, mảnh đất nơi cuộc đời tôi bắt đầu Nơi mọi người sống trong thịnh vượng và hoà thuận Ơn trời mang đến phúc lành may mắn Quốc vương chúng ta ngự trị trong hoà bình. Ơn trời mang đến phúc lành may mắn Quốc vương chúng ta ngự trị trong hoà bình. |